# Texas A&M University

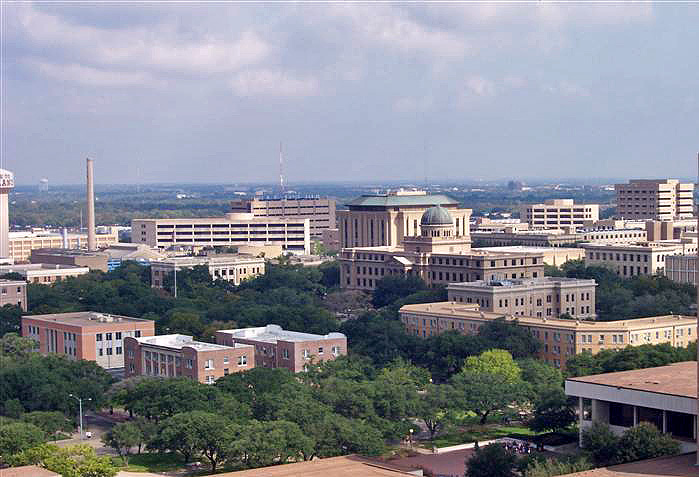
Der TAMU-Campus

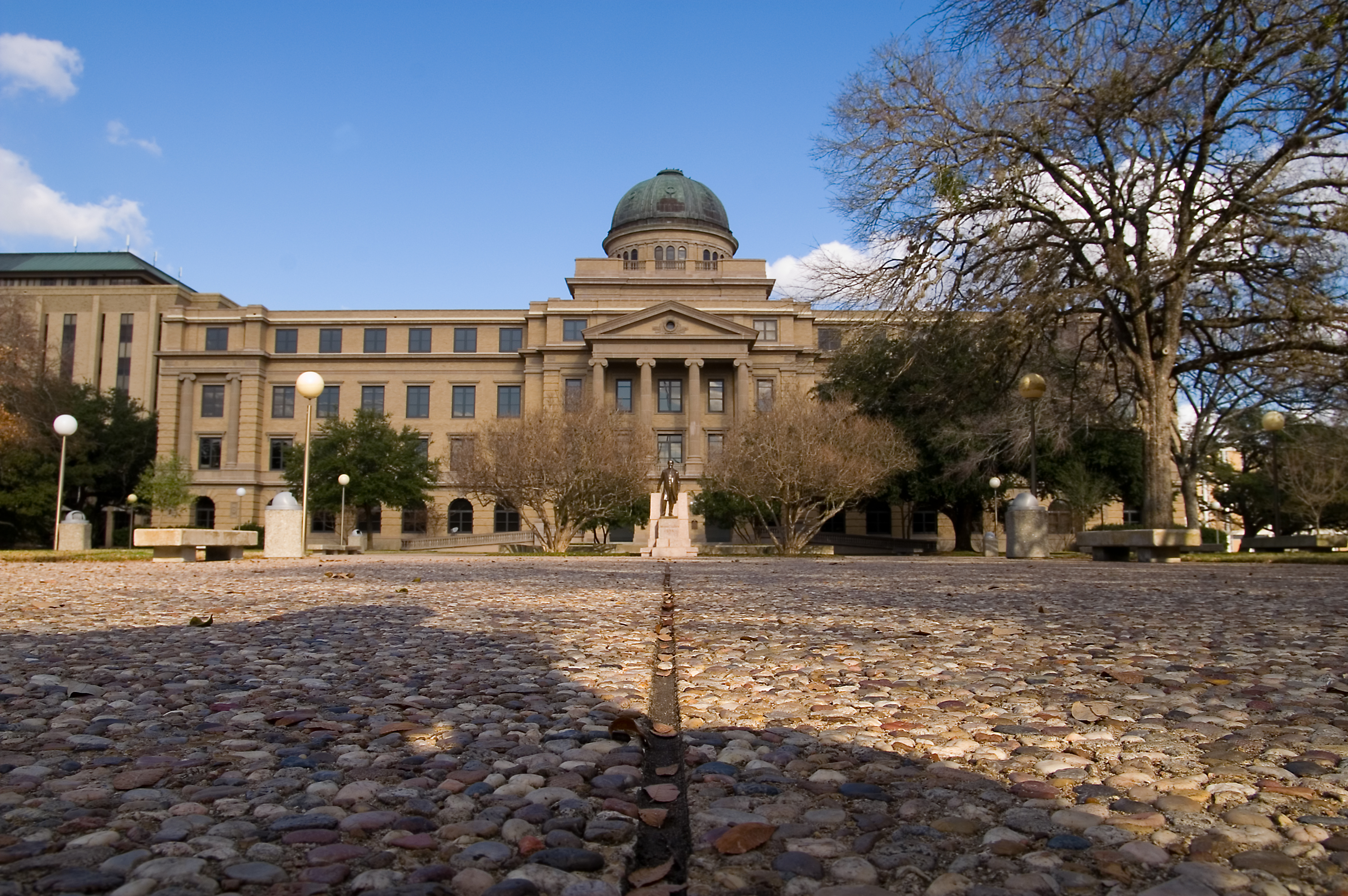
Das Academic Building der TAMU

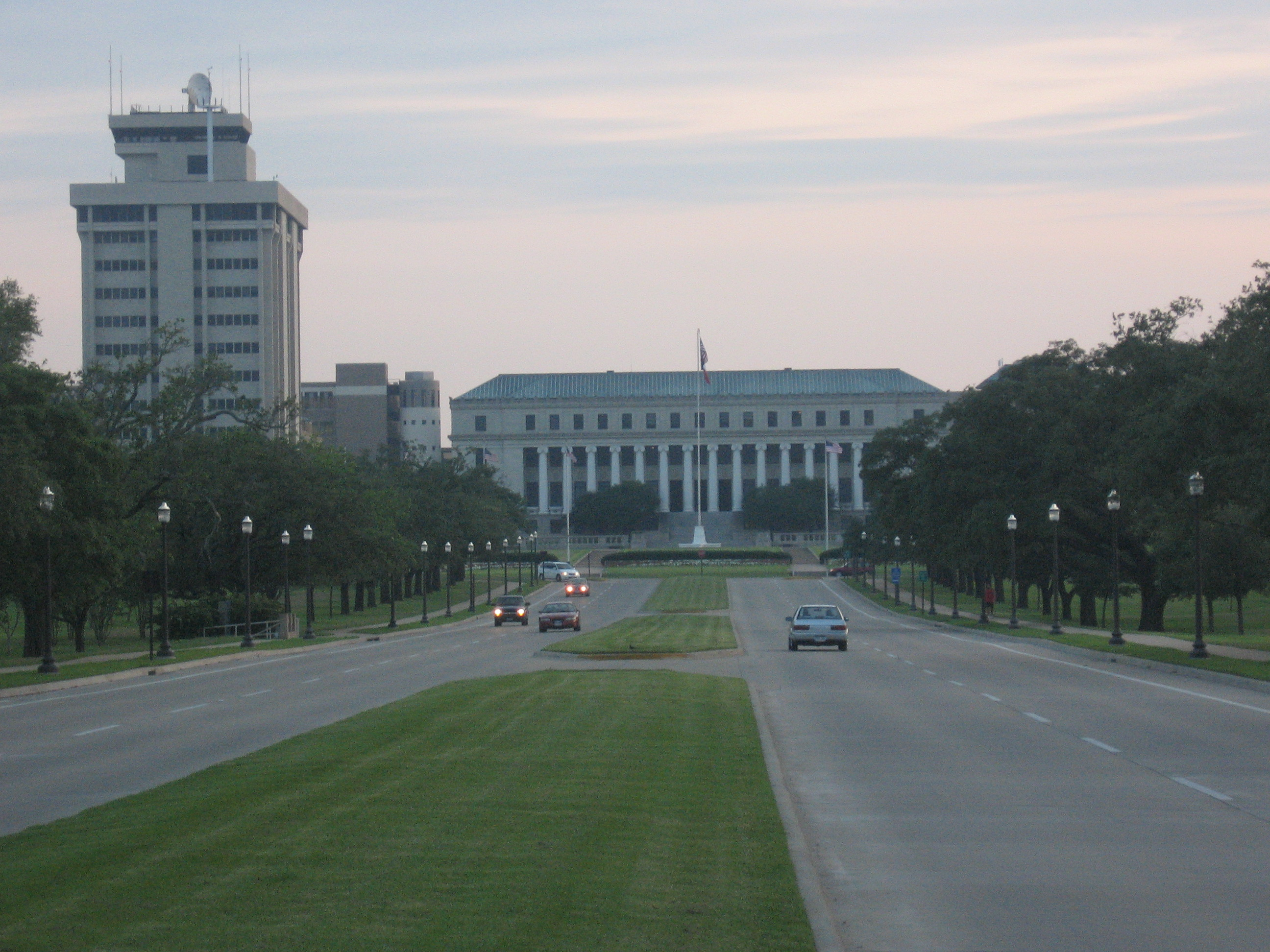
Das Hauptverwaltungsgebäude

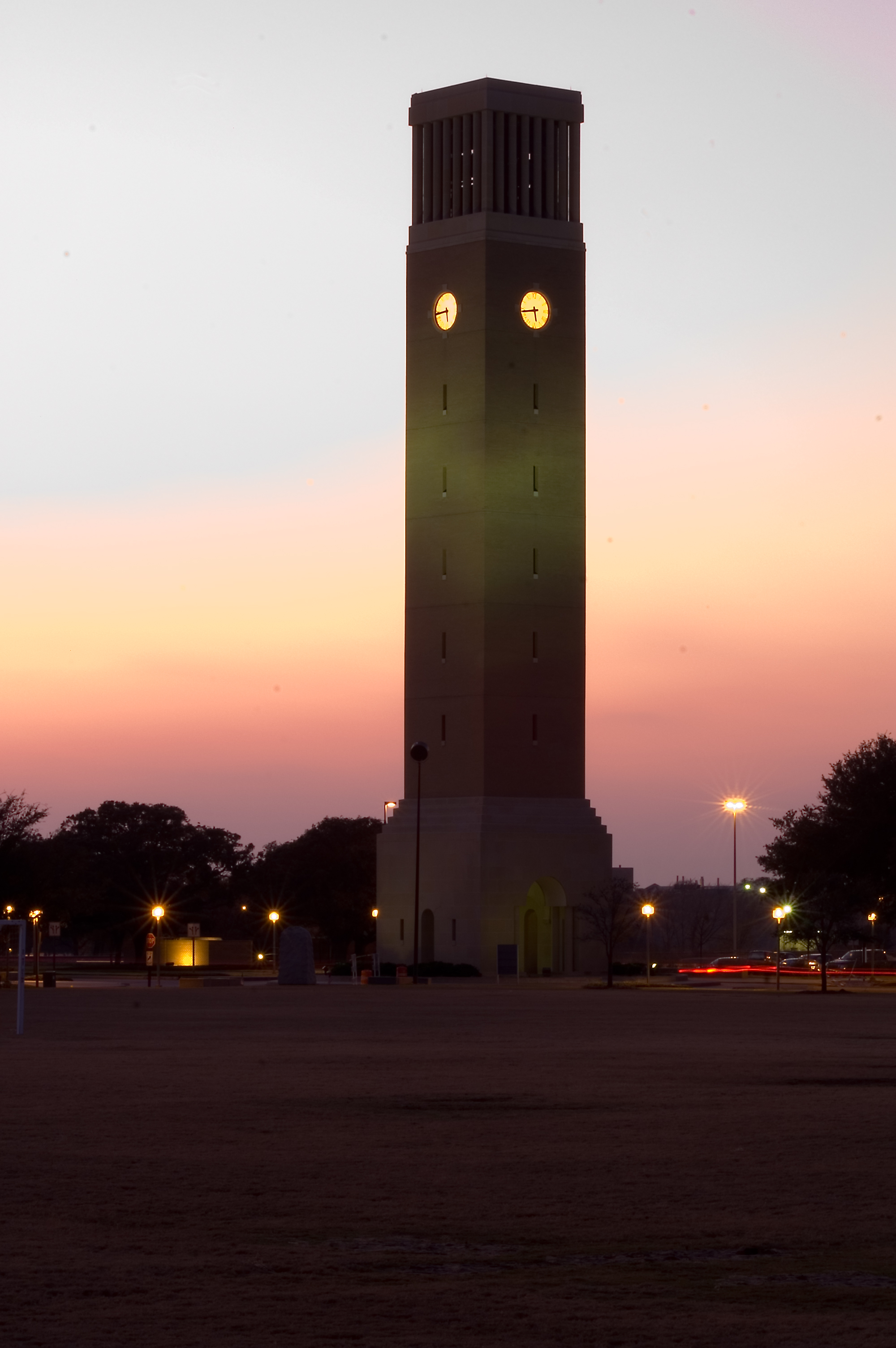
Der Albritton-Glockenturm

Die Texas A&M University (TAMU) ist eine forschungsintensive, staatliche Universität in College Station, etwa 150 Kilometer nördlich von Houston gelegen, im US-Bundesstaat Texas. Die Bezeichnung A&M steht für Agricultural and Mechanical und geht auf die Gründung im 19. Jahrhundert zurück. Im Herbst 2020 war die Texas A&M University die zweitgrößte Universität der USA, gemessen an der Zahl der Studierenden, und der Flaggschiffstandort des Texas A&M University System. Neben ihrem Hauptcampus in College Station unterhält die Texas A&M University Standorte in Galveston und in Doha (Katar). Sie ist Mitglied der Association of American Universities, einem seit 1900 bestehenden Verbund führender forschungsintensiver nordamerikanischer Universitäten.

## Geschichte
Die Universität wurde 1876 als Agricultural and Mechanical College of Texas gegründet. Bis 1963 konnten an der Hochschule nur Männer studieren. 1964 schrieb sich der erste afroamerikanische Student ein. 1997 wurde auf dem Gelände die George Bush Presidential Library, die Präsidentenbibliothek von George H. W. Bush, dem 41. Präsidenten der Vereinigten Staaten, eingeweiht. 2001 wurde die Texas A&M Mitglied der Association of American Universities, eines Zusammenschlusses der wichtigsten amerikanischen Forschungsuniversitäten.

## Organisationale Gliederung
Die Universität besteht aus den folgenden Einheiten (Colleges und Schools):
- College of Agriculture and Life Sciences
- College of Architecture
- Bush School of Government & Public Service
- Mays Business School
- College of Dentistry
- College of Education & Human Development
- Dwight Look College of Engineering
- College of Geosciences
- School of Innovation
- School of Law
- College of Liberal Arts
- College of Medicine
- College of Nursery
- Irma Lerma Rangel College of Pharmacy
- School of Public Health
- College of Science
- College of Veterinary Medicine & Biomedical Sciences

### Kadettenkorps

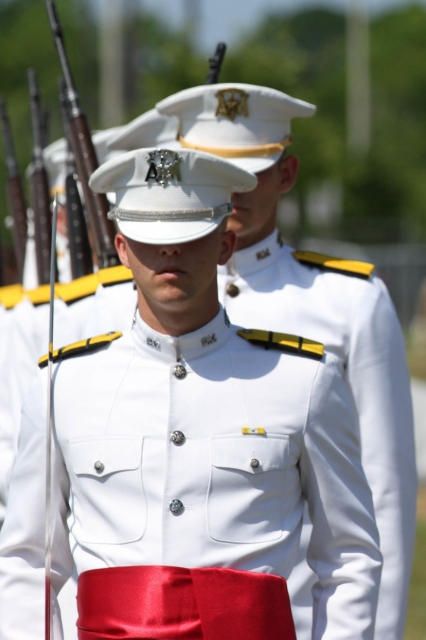
Ehrenwache des Gouverneurs von Texas

Studenten, die eine militärische Laufbahn anstreben, können zusätzlich zum Studium eine Ausbildung zum Offizier im Kadettenkorps erhalten. Als Land-grant University waren die militärische Ausbildung und die Zugehörigkeit zum Kadettenkorps bis zum Jahr 1965 Pflicht für Studenten der Texas A&M University.
Heute sind die Mitgliedschaft im Texas A&M University’s Corps of Cadets und die Teilnahme am Reserve Officer Training Corps (ROTC) nicht mehr notwendig. Die Mitgliedschaft ist jedoch eine Voraussetzung, um mit Abschluss an der Hochschule ein Offizierspatent (commission) zu erhalten. Die Kadetten sind keine Soldaten, gehören nicht zu den US-Streitkräften und unterliegen damit nicht der Militärgerichtsbarkeit. Sie sind jedoch verpflichtet, Uniform zu tragen, leben gemeinsam in Unterkünften und unterliegen militärischem Drill und den Regeln der militärischen Disziplin. Die Ausbildung im ROTC ist nur die ersten zwei Jahre verpflichtend, so dass Studenten im Kadettenkorps verbleiben können, ohne ein Patent und die damit einhergehende Verpflichtung zum Militärdienst zu erhalten. Mehr als 60 % der Kadetten nehmen diese Option wahr.
Das Kadettenkorps ist organisiert in Einheiten, die den entsprechenden ROTC-Programmen von US Army, US Air Force und US Navy zugeordnet sind, in denen die Führungspositionen durch Kadetten der oberen Jahrgänge besetzt werden. Als Besonderheit gibt es ein eigenes militärisches Musikkorps, eine berittene Einheit, und das Kadettenkorps stellt mit der Ross Volunteer Company die Ehrenwache für den Gouverneur von Texas. Mit mehr als 2.000 Kadetten handelt es sich um das größte Kadettenkorps des Reserve Officer Training Corps. Als Mitglieder eines Senior Military College erhalten Absolventen des Kadettenkorps der Texas A&M University ein Offizierspatent und haben das Recht, als aktiver Offizier in den US-Streitkräften zu dienen.

## Sport

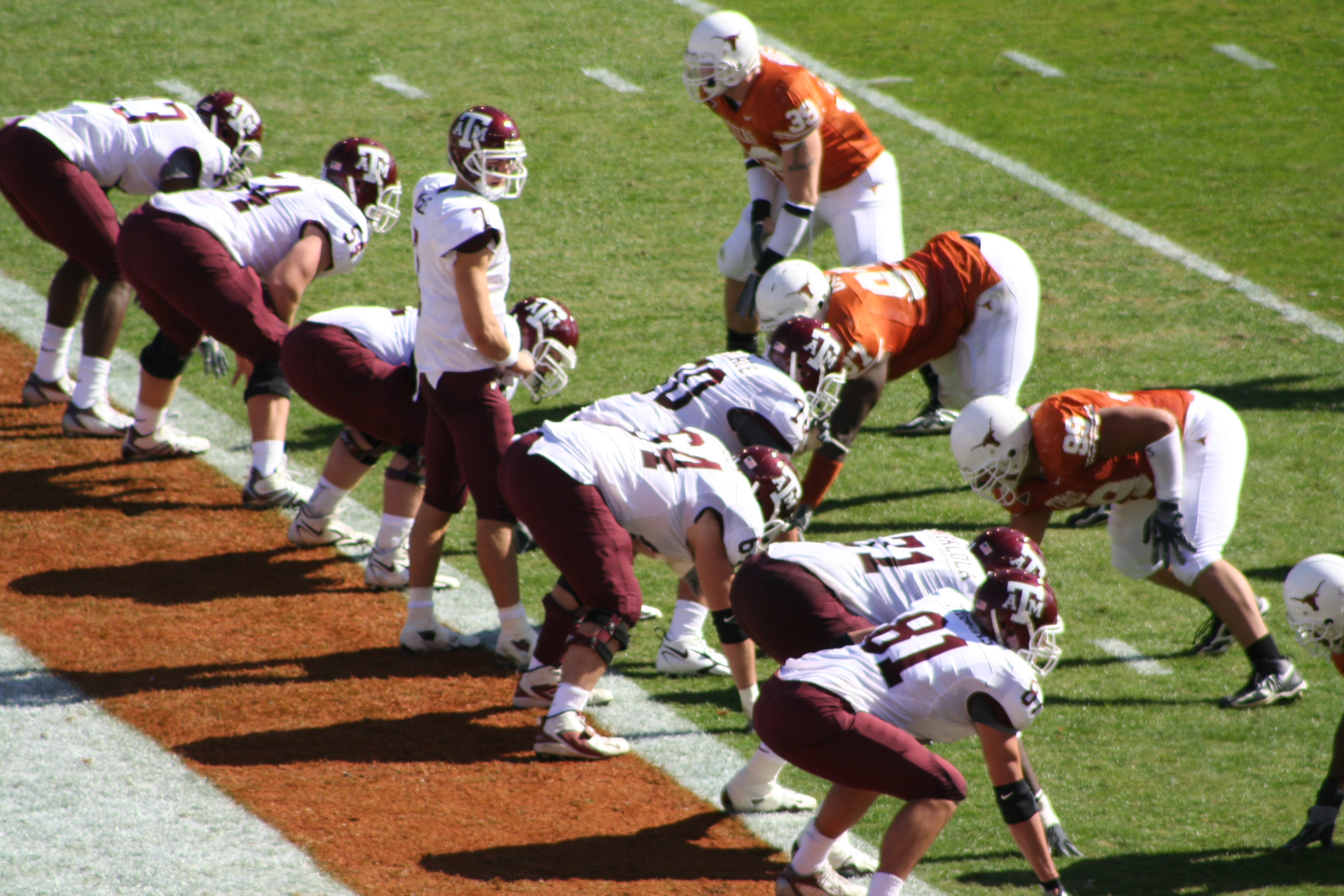
Texas A&M gegen University of Texas at Austin

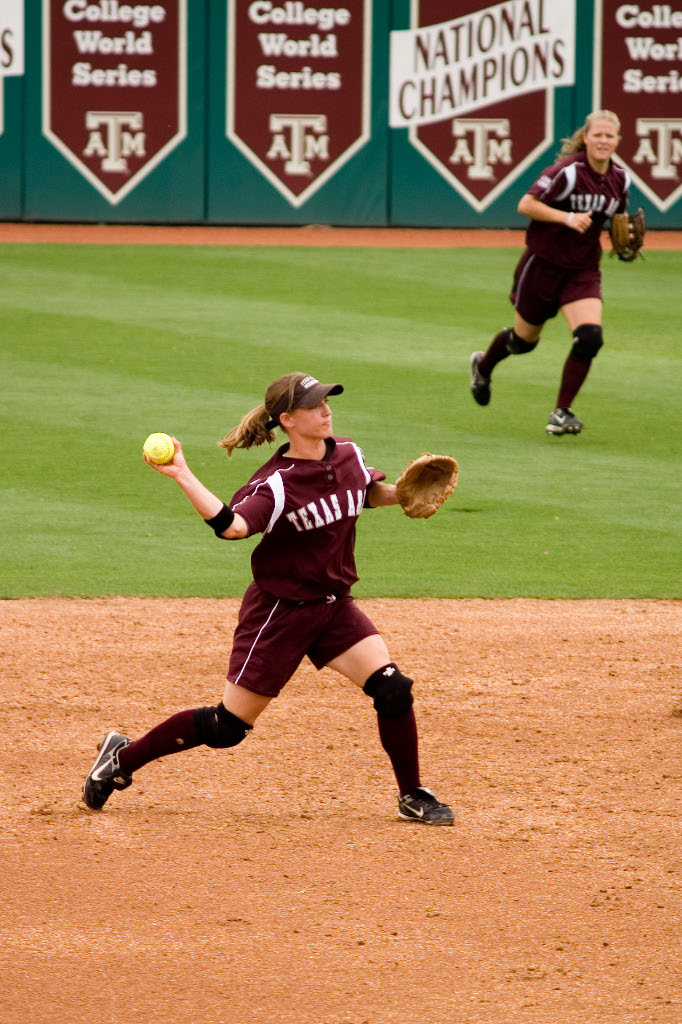
Eine Softball-Spielerin der Texas A&M Aggies

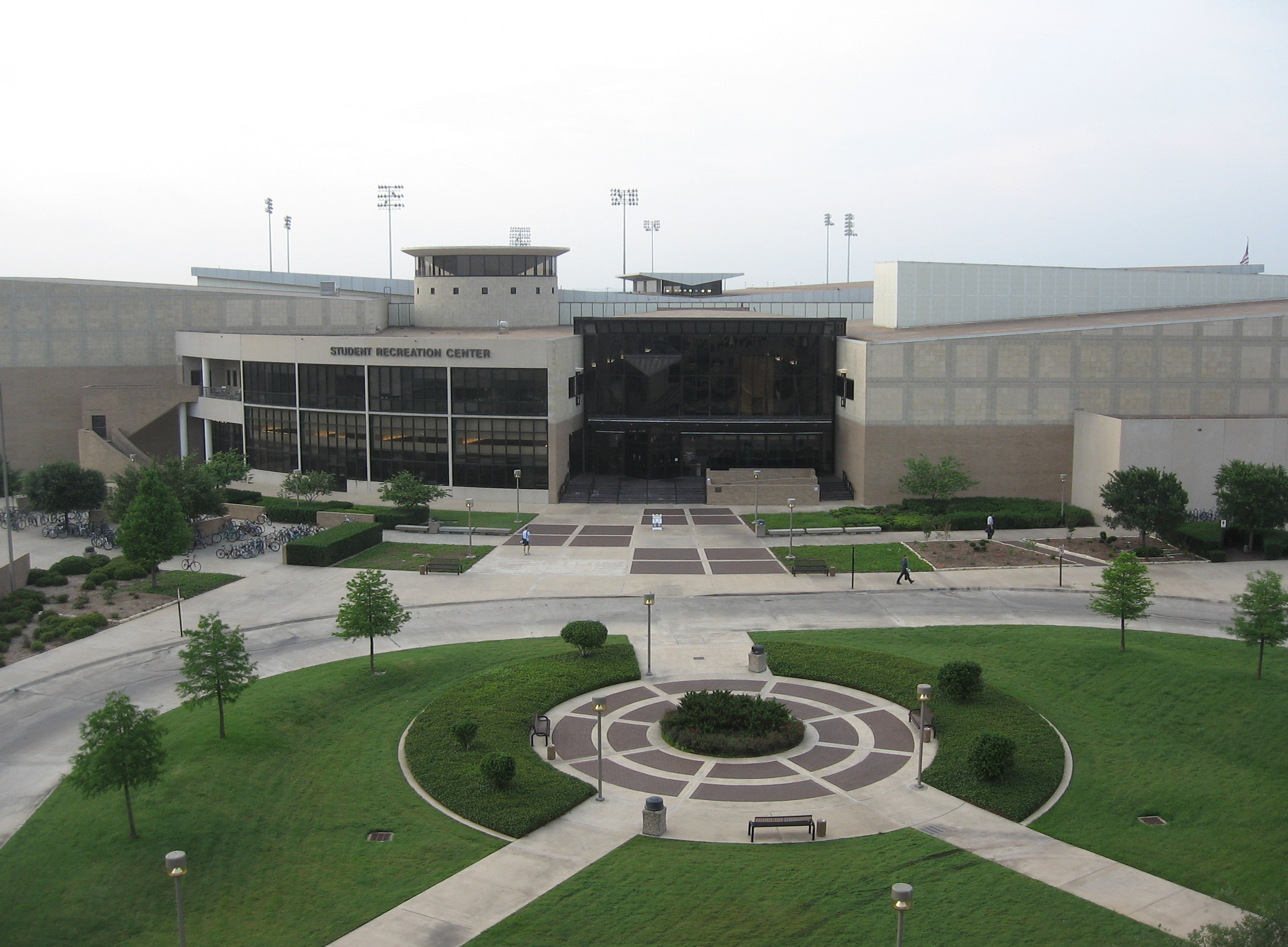
Das Universitätssportzentrum

Das Sportteam der Texas A&M sind die Aggies. Die Universität ist seit 2012 Mitglied der Southeastern Conference (zuvor Big 12 Conference). Die Footballmannschaft trägt ihre Heimspiele im Kyle Field aus. Das Stadion besitzt eine Zuschauerkapazität von 106.511.

## Persönlichkeiten

### Professoren
- Raymond Battalio (1938–2004), Ökonom, Pionier der experimentellen Wirtschaftsforschung
- Norman Ernest Borlaug (1914–2009), Agrarwissenschaftler, Friedensnobelpreisträger 1970
- Derek H. R. Barton (1918–1998), Nobelpreis Chemie 1969; Professor 1986–1998
- Katrin Becker, Physik, Stringtheorie
- Melanie Becker (1966–2020), Physik, Stringtheorie
- Theresa Welch Fossum (* 1957), 1999–2014 Professorin für Kleintierchirurgie
- Sheldon Lee Glashow, Nobelpreis Physik 1979; Gastlektor 1983–1986
- Dudley R. Herschbach, Nobelpreis Chemie 1986; Professor seit 2005
- Walter D. Kamphoefner, Historiker, Professor seit 1995
- Jack Kilby (1923–2005), Nobelpreis Physik 2000; Professor 1978–1984
- John Lomax (1867–1948), Folklore- und Musikforscher
- Bjarne Stroustrup, Erfinder von C++; Professor der Informatik seit 2003
- Keith J. McCree (1927–2014), Physiker und Professor für Boden- und Agrarwissenschaften, Schöpfer der McCree-Kurve[11]

### Präsidenten
- Robert Gates (* 1943), Präsident 2002–2006, Verteidigungsminister der Vereinigten Staaten (2006–2011)

### Absolventen
Kunst und Unterhaltung
- Robert Earl Keen (* 1956), Musiker
- Lyle Lovett (* 1957), Musiker
- Rip Torn (1931–2019), Schauspieler
- Rick Trevino (* 1971), Musiker
- Gene Wolfe (1931–2019), Science-Fiction-Autor
- Martha Wells (* 1964), Fantasy- und Science-Fiction-Schriftstellerin

Regierung und Politik
- T. Michael Moseley (* 1949), Stabschef der US-amerikanischen Luftwaffe
- Rick Perry (* 1950), ehemaliger Gouverneur von Texas und von März 2017 bis Dezember 2019 Energieminister der USA.
- Jorge Quiroga Ramírez (* 1960), ehemaliger Präsident von Bolivien
- Martín Torrijos (* 1963), Präsident von Panama

Sport
- Miller Barber (1931–2013), Golfspieler
- Randy Barnes (* 1966), Olympiasieger im Kugelstoßen
- Calvin Collins (* 1974), Footballspieler
- John David Crow (1935–2015), American-Football-Spieler
- Amini Fonua (* 1989), Schwimmer
- Myles Garrett (* 1995), American-Football-Spieler
- DeAndre Jordan (* 1988), NBA-Spieler der LA Clippers
- Yale Lary (1930–2017), American-Football-Spieler
- Shane Lechler (* 1976), American-Football-Spieler
- Johnny Manziel (* 1992), American-Football-Spieler
- Randy Matson (* 1945), Olympiasieger im Kugelstoßen
- Khris Middleton (* 1991), NBA-Spieler der Milwaukee Bucks
- Von Miller (* 1989), American-Football-Spieler
- Kyler Murray (* 1997), American-Football-Spieler (wechselte zur University of Oklahoma)
- Dat Nguyen (* 1975), American-Football-Spieler und -Trainer
- John Randle (* 1967), American-Football-Spieler
- Ryan Tannehill (* 1988), American-Football-Spieler
- Gene Upshaw (1945–2008), American-Football-Spieler und -Funktionär

Wissenschaft und Technik
- Michael Edward Fossum (* 1957), Astronaut

## Aggies
Die Studierenden und Absolventen der Universität werden allgemein als Aggies bezeichnet. Als Teil der US-amerikanischen Folklore werden über die Aggies klischeehafte Witze erzählt, die den deutschen Ostfriesenwitzen sehr ähneln. Darin werden die Protagonisten als sehr beschränkt und fantasielos dargestellt.